# Augustine Thompson
Augustine Craig Thompson OP (ur. w 1954 w Mineoli) – amerykański historyk, zajmujący się mediewistyką i historią chrześcijaństwa, dominikanin.

## Życiorys
Urodził się w 1954 roku w Mineoli, jako syn Arthura Thomasa i Anny Dean Thompson. Wstąpił do zakonu dominikanów i 23 września 1978 roku złożył profesję zakonną, a 7 czerwca 1985 przyjął święcenia kapłańskie. W 1976 roku uzyskał stopnie bachelor’s degree i Master of Arts z historii na Uniwersytecie Johnsa Hopkinsa. W 1980 roku uzyskał bachelor’s degree z filozofii, a pięć lat później tytuł Master of Divinity. W 1988 roku otrzymał stopień doktora z historii na Uniwersytecie Kalifornijskim w Berkeley. W 2008 roku uzyskał licencjat kanoniczny z teologii. Wykładał jako profesor historii w Graduate Theological Union i Dominican School of Philosophy and Theology, gdzie pełnił funkcję prezesa Papieskiego Instytutu Mediewistyki.

## Publikacje
- Revival Preachers and Politics in Thirteenth-Century Italy: The Great Devotion of 1233. (1992)[2]
- The treatise on laws : (Decretum DD. 1-20) (1993)[5]
- Cities of God: The Religion Of The Italian Communes (1125-1325) (2005)[2]
- Franciszek z Asyżu : nowa biografia (2013)[5]